# Gefütterter Graben bei Ungelstetten
Koordinaten: 49° 25′ 29″ N, 11° 16′ 11″ O

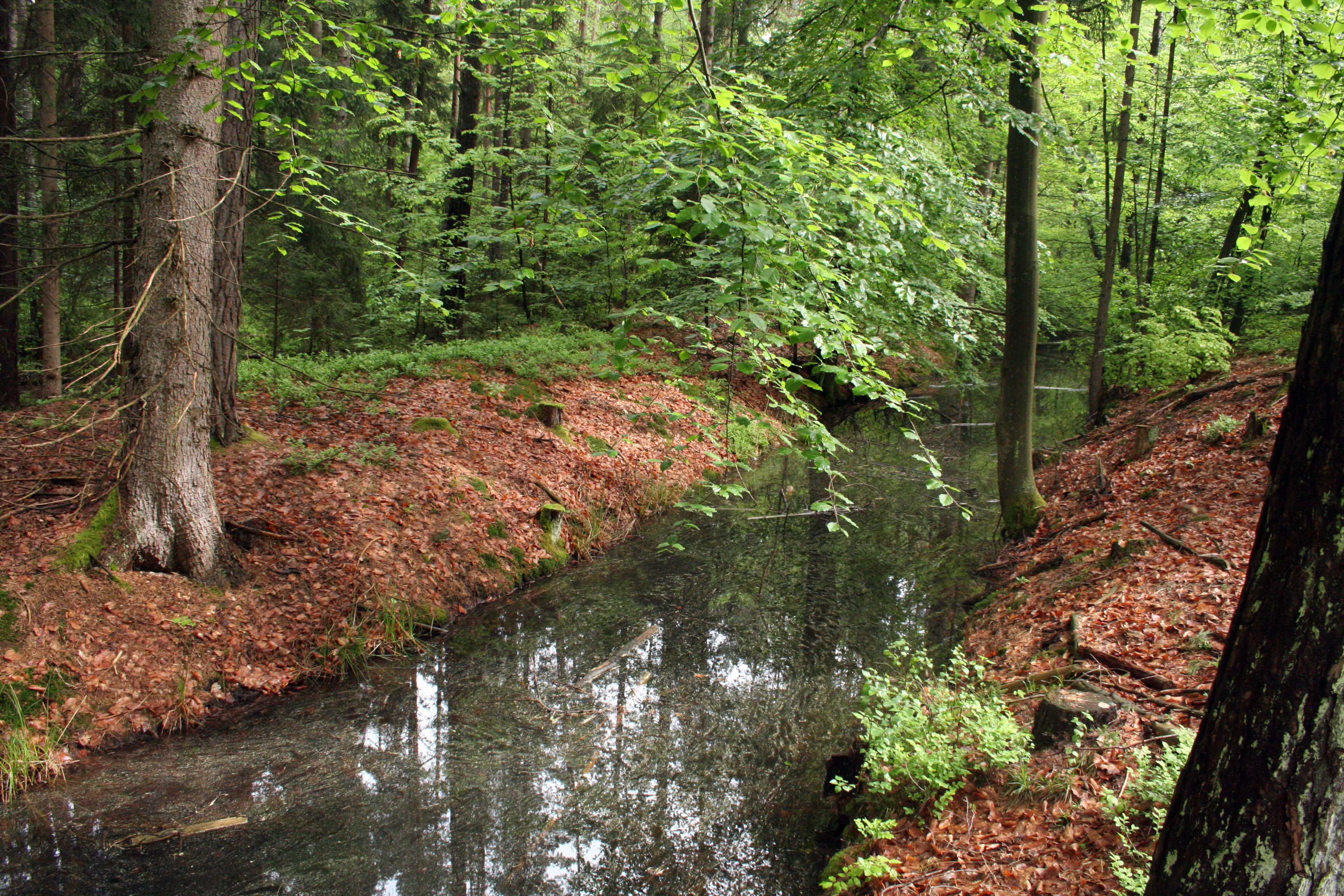
Der Gefütterte Graben bei Ungelstetten

Der Gefütterte Graben ist der Überrest eines im Mittelalter unternommenen und dann eingestellten Kanalprojektes im Nürnberger Reichswald. Er liegt etwa 2 Kilometer nordwestlich des Winkelhaider Gemeindeteils Ungelstetten und etwa 1 Kilometer östlich des Nürnberger Gemeindeteils Netzstall. Das Objekt wird als Bodendenkmal D-5-6533-0133 geführt.

## Geschichte
Die Gewerbe der Lederer, Färber, Wäscher und Metzger hatten in der mittelalterlichen Reichsstadt Nürnberg einen hohen Wasserverbrauch, weshalb man den Fischbach, der zuvor noch oberhalb der Stadt in die Pegnitz mündete, in den Lorenzer Teil von Nürnberg umleitete. Seine Wasserführung reichte jedoch nicht aus, weshalb im Jahr 1388 Andres Pfintzing, Ulrich Haller und Albrecht Ebner mit Planungen begannen, wie man den Röthenbach in den Fischbach umleiten könnte.

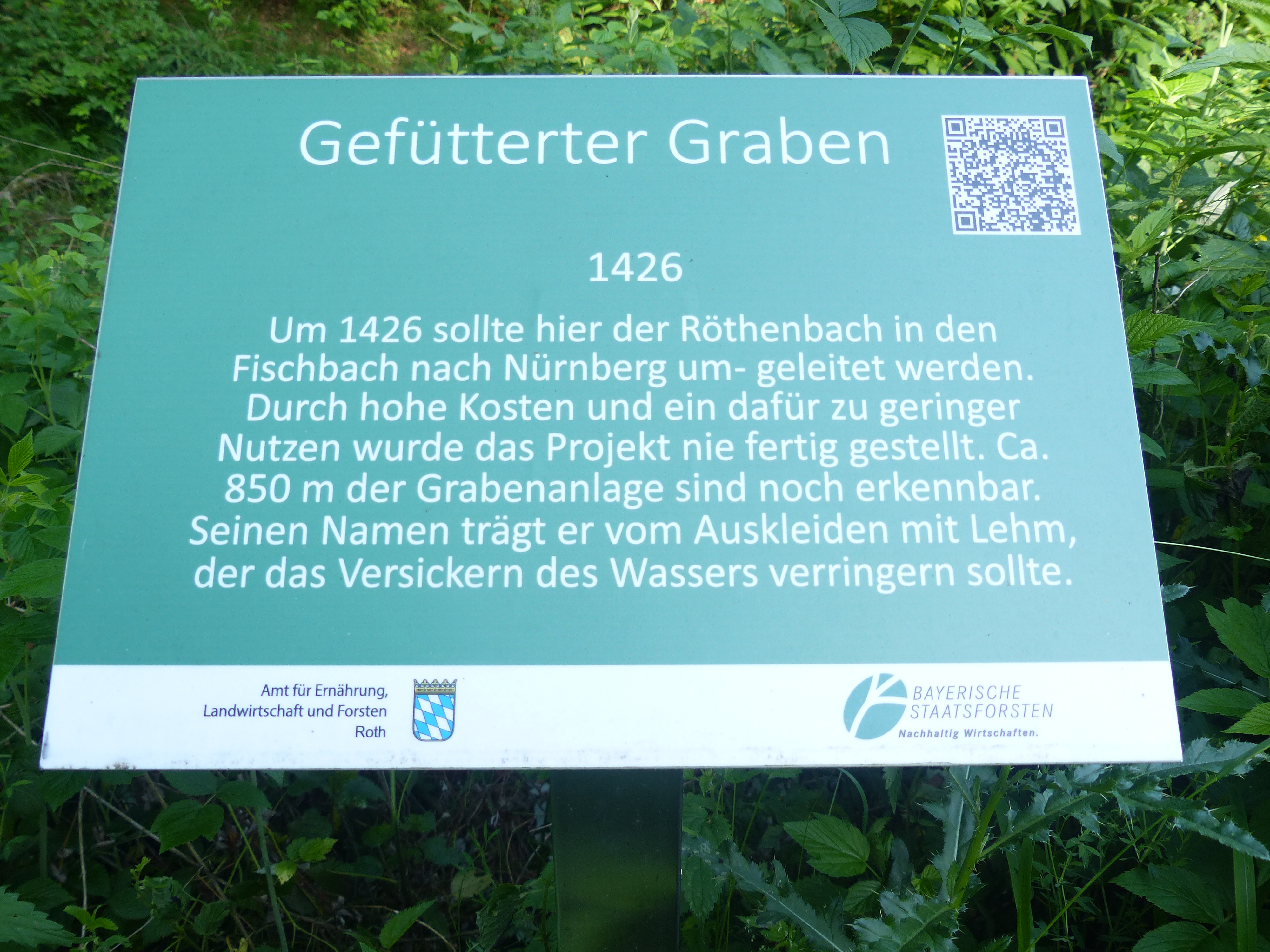
Informationstafel

Die Ausführung ließ allerdings auf sich warten. Erst in den Jahren 1423 und 1425 nahm anscheinend Hans Velber, ein Ulmer Baumeister, die Arbeiten auf. Er schuf ein etwa eineinhalb Kilometer langes Kanalstück, das nahe am Röthenbach begann und sich in fast gerader Linie nach Westen zog. Spätestens während des Ersten Markgrafenkrieges im Jahre 1449 wurden diese Arbeiten aber wohl eingestellt.
Im Jahre 1480 unternahm der Rat der Stadt Nürnberg einen erneuten Anlauf, den „Röttenpach in die stat zu pringen“. Ein Gutachten, das drei Streckenvarianten untersuchte, ermittelte für die kürzeste Strecke einen nötigen Geländeeinschnitt von 31 Schuh (etwa 10 Meter), für die längste dagegen einen Einschnitt von nur 13 Schuh (etwa 4,4 Meter). Am 13. Juli 1482 entschied der Rat, das Projekt einzustellen, weil ihm die Kosten zu hoch und die Risiken zu groß schienen:

„Obwol nun die wasserverstendige Werckleut befunden, das solches wol müglich were, schien dem Rat das Vorhaben doch nit füglich zu sein, weil zu viel Wasser im Sand verloren ginge und auch den ansessern [den Anliegern] Schaden entstünde. Zudem würde das Projekt einen solchen costen geperen, der dem nutz davon ungemeß wer“

Im Jahre 1585 kam der Rat aber noch einmal auf das alte Röthenbachprojekt zurück. Diesmal gab bei der Abwägung der Vor- und Nachteile den Ausschlag, dass man im tief eingeschnittenen Röthenbachtal einen dreißig Fuß (etwa 9 Meter) hohen Staudamm hätte aufschütten müssen. Der Damm hätte einen See aufgestaut, der bis nach Ungelstetten gereicht hätte. Diesmal legte man das Vorhaben endgültig zu den Akten.
Vom eingestellten Projekt sind heute noch Spuren in der Landschaft zu finden. Außer den Erdwällen ist auch die Senke des Kanals selbst erkennbar, die zuweilen Wasser führt. Die Autobahn A3 unterbricht heute seinen Lauf.

## Lage

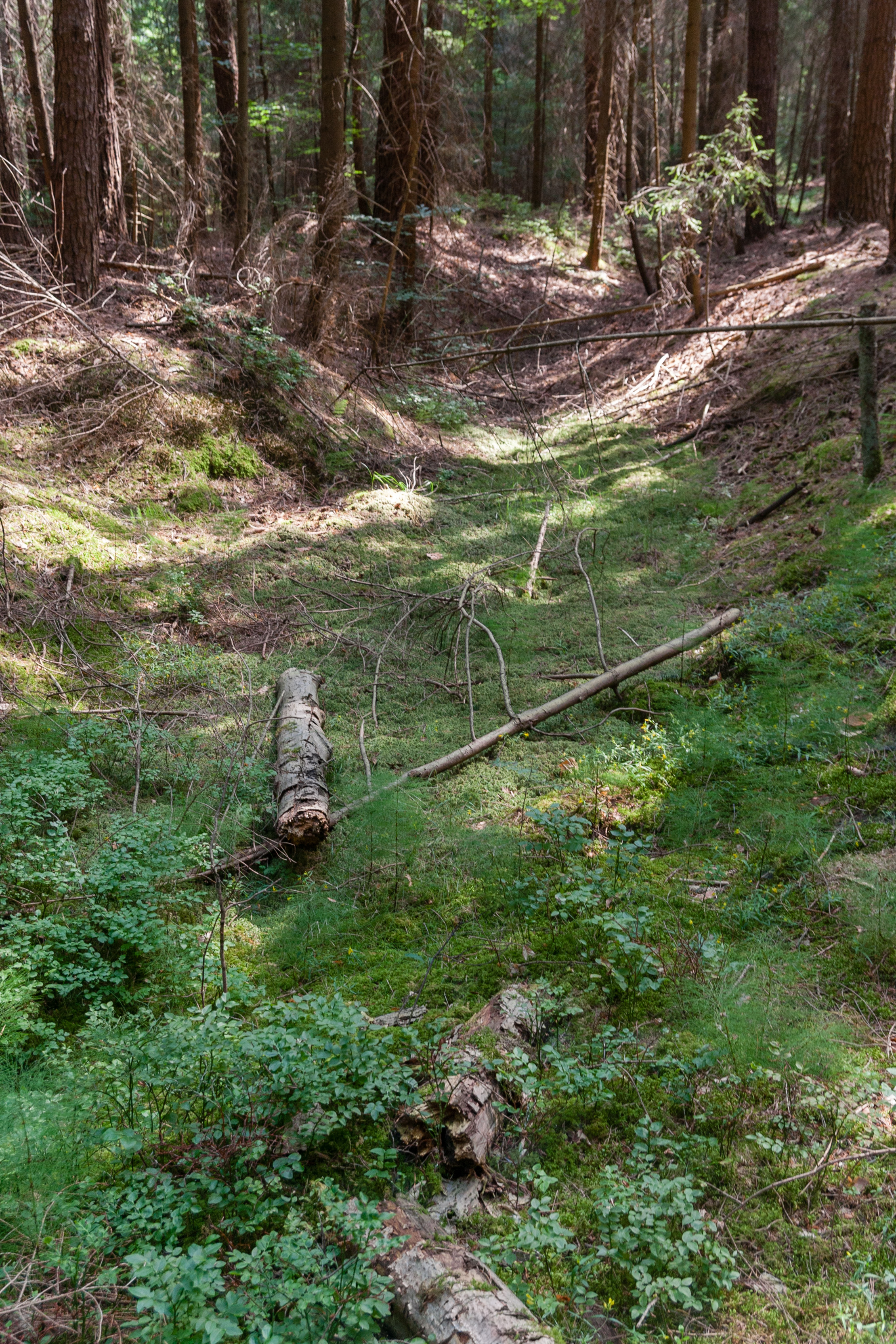
Der westliche Teil im Sommer 2018

Der Graben sollte den Röthenbach auf möglichst kurzem Wege mit den Quellen des Fischbachs verbinden. Die im Jahr 1480 ausgearbeiteten Varianten lassen sich heute im Gelände nicht ohne Weiteres nachvollziehen, da die Orte zu den verwandten topographischen Bezeichnungen nicht mehr eindeutig zu lokalisieren sind. Weil der Bau auch nie vollendet wurde, sind Teile des geplanten Verlaufs unklar.
Auf der historischen Karte des BayernAtlas ist das gebaute Teilstück verzeichnet, das auch heute noch in Teilen zu sehen ist. Die weitere Trasse vom westlichen Ende des vorhandenen Kanalstücks bis zur Quelle des Fischbachs hätte offenbar den Ludergraben kreuzen müssen.

## Namensgebung
Seinen Namen hat der Gefütterte Graben nach seiner Auskleidung mit Lehm, die das Versickern der Wasserfüllung verhindern sollte.

## Zugang
Der Graben ist ganzjährig frei zugänglich. Am besten erreichbar ist er über den Wanderweg Rotpunkt ausgehend von der Verbindungsstraße von Ungelstetten nach Brunn.